# Роберт Коулсон
Роберт Коулсон (англ. Robert Coulson; нар. 12 травня 1928, Салліван — пом. 19 лютого 1999) — американський письменник у жанрі наукової фантастики та фентезі, критик та редактор жанрових творів, автор пісень у стилі філк та продавець книг із штату Індіана.

## Біографія
Він працював секретарем Американської асоціації наукової фантастики та фентезі з 1972 по 1974 рр.
Коулсон і його дружина, письменниця Хуаніта Коулсон були редакторами мімографованого фензину «Яндро», який був висунутий на премію Г'юго 10 років поспіль, з 1959 по 1968 рік, і виграв у 1965 році. Яндро містило в собі статті з критичними відгуками Коулсона про книги та, особливо, до фензинів.
Роберт був постійним учасником та книгорозповсюджувачем на кількох фантастичних конвенціях Середнього Заходу, включаючи InConJunction та Chambanacon, а також часто відвідував Capricon, DucKon, Windycon і ВісКон. Його часто бачили, одягнутим у шапку із скунса. Герої, що моделюються та називаються за ним, з'являються у двох романах, написаних Вілсоном Такером, До станції Томбо і Дні Воскресіння.
За межами наукової фантастики він працював технічним письменником. Коулсон помер 19 лютого 1999 року після тривалої хвороби.